# بیرگارتن
بیرگارتن (معنی تحت‌الفظی به فارسی: باغ آبجو) (آلمانی Biergarten، انگلیسی Beer garden) محلی است که معمولاً در فضای باز قرار دارد و در آن آبجو و غذای محلی، معمولاً روی میزهای اشتراکی، سرو می‌شوند. افراد برای دورهمی به بیرگارتن می‌روند و معمولاً تفریحاتی مثل بازی‌ها، موسیقی و آواز در آن رواج دارد.
بیرگارتن‌ها ریشه در شهر مونیخ، مرکز ایالت باواریای آلمان دارد.